# Макдональд, Дональд Стовел
Дональд Стовел Макдональд (англ. Donald Stovel Macdonald; 1 марта 1932, Оттава — 14 октября 2018, Торонто) — канадский юрист, политик и дипломат. Депутат Палаты общин от Либеральной партии в 1962—1977 годах, член правительственных кабинетов П. Э. Трюдо (в том числе министр национальной обороны и министр финансов), председатель Коронной комиссии по экономическому единству и перспективам развития Канады (1982—1985), верховный комиссар Канады в Великобритании (1988—1991). Член Тайного совета королевы для Канады, компаньон ордена Канады (1994).

## Биография
Дональд Стовел Макдональд родился в 1932 году в Оттаве в семье Дональда Ангуса Макдональда, последнего руководителя Лесной службы Канадского доминиона, и Мейджори Исабель Стовел, дочери основателя издательского дома Стовела в Виннипеге. Его предки прибыли в Новую Шотландию с Внутренних Гебрид в 1793 году.
Дональд окончил среднюю школу в 16 лет, получил степень бакалавра в Торонтском университете, затем степень магистра права в Гарварде и диплом специалиста по международным отношениям в Кембридже. В 1962 году Макдональд впервые выставил свою кандидатуру на выборах в Палату общин Канады. Представляя Либеральную партию, он боролся в своём избирательном округе с одним из действующих министров в консервативном кабинете и сумел одержать победу, став депутатом от округа Роуздейл. Макдональд успешно переизбирался в Палату общин от этого округа ещё пять раз — в 1963, 1965, 1968, 1972 и 1974 годах. С 1963 по 1968 год он последовательно занимал должности парламентского секретаря министра юстиции, министра финансов, министра иностранных дел и министра промышленности; его работа получила очень высокую оценку от тогдашнего министра иностранных дел, Пола Мартина — старшего.
После новой победы либералов на выборах 1968 года премьер-министр Пьер Трюдо включил Макдональда в состав правительственного кабинета — вначале как министра без портфеля, а затем в должности председателя Тайного совета королевы для Канады и лидера правительства в Палате общин. В 1970 году Макдональд получил назначение на более важный пост, возглавив министерство национальной обороны Канады. В дальнейшем он руководил министерством энергетики, горнорудной промышленности и ресурсов, а в сентябре 1975 года был назначен министром финансов. В этот период годовая инфляция в Канаде достигла десяти процентов, и в целях противодействия ей Макдональд в роли министра финансов ввёл крайне непопулярную систему контроля заработной платы и цен. Эта мера была впоследствии признана ошибочной, и через три года ограничения были отменены; к этому времени, однако, Макдональд уже подал в отставку с поста министра финансов и покинул парламент, вернувшись к частной адвокатской практике.
В 1979 году, после того, как Пьер Трюдо также заявил об уходе из политики, Макдональду предложили выставить свою кандидатуру на пост лидера Либеральной партии. Первоначально он отказался, сославшись на то, что для премьер-министра у него недостаточно «царственности» (англ. royal jelly, букв. «маточное молочко»), но затем всё же согласился участвовать в выборах партийного лидера, с видимым облегчением сняв кандидатуру, когда Прогрессивно-консервативная партия Джо Кларка потерпела поражение на выборах и Трюдо вернулся на должность премьер-министра в 1980 году.
В 1982 году Пьер Трюдо предложил Макдональду возглавить Коронную комиссию по экономическому единству и перспективам развития Канады (англ. Royal Commission on Economic Union and Development Prospects for Canada). Тот принял предложение, заявив: «Когда тебя просит премьер-министр, ты идёшь и служишь своей стране». Комиссия Макдональда представила свои выводы в 1985 году, оказав большое влияние на экономическую политику правительства. По рекомендации комиссии консервативное правительство Брайана Малруни, к этому времени сменившего Трюдо на посту премьер-министра, взяло курс на свободную торговлю с США, в русле её рекомендаций были сделаны первые шаги по формированию Североамериканской зоны свободной торговли (NAFTA). В 1987 году Макдональд и бывший премьер Альберты Питер Лохид возглавили Канадский альянс за торговлю и возможности трудоустройства, пропагандировавший идеи свободной торговли. В 1988 году премьер-министр Малруни назначил Макдональда Верховным комиссаром (послом) Канады в Великобритании и Северной Ирландии — этот пост он занимал до 1991 года, в частности представляя канадские интересы на ранних этапах переговоров о формировании Евросоюза, после чего вновь вернулся к юридической практике.
Дональд Макдональд был дважды женат. Его первая жена, Рут Хатчисон, умерла в 1987 году, в возрасте 51 года от рака. В этом браке родились четыре дочери Макдональда — Ли, Никки, Алтея и Соня. В 1988 году он женился вторично, на Адриан Мерчант, с которой прожил следующие 30 лет. В 2007 году у него была диагностирована болезнь Альцгеймера; несмотря на это, в 2014 году в свет вышла книга его мемуаров, написанная совместно с Родом Маккуином — Thumper: The Memoirs of the Honourable Donald S. Macdonald (прозвище «Thumper» — «Топотун» — Макдональд получил за свои большие ступни). Макдональд умер в октябре 2018 года в возрасте 86 лет.

## Признание заслуг
В 1994 году Дональд Стовел Макдональд был произведён в компаньоны ордена Канады (высшая степень этого ордена). В сообщении о награждении отмечались его заслуги (как министра, Верховного комиссара в Великобритании и главы Королевской комиссии по экономическому единству и перспективам развития Канады) в области формирования канадской торговли и социальной политики. Макдональд также был удостоен звания почётного доктора Торонтского и Карлтонского университетов, Университета Нью-Брансуика и Колорадской школы горного дела.